# Proprietate coligativă
În chimie, proprietățile coligative sunt acele proprietăți are soluțiilor care depind de raportul cantitativ solut - solvent, și nu depind de natura speciilor chimice prezente în sistem. Raportul din definiție poate face referire la diferite tipuri de exprimare a compoziției unei soluții, astfel că ea poate fi fracție molară, concentrație molară, molalitate, raport molar etc. Independența de natura speciilor chimice prezente în soluție este valabilă doar pentru soluții ideale unde se pot include soluțiile diluate. Pentru soluții neideale expresia proprietăților coligative necesită mărimea activitate termodinamică.
Principalele proprietăți coligative sunt:
- Scăderea relativă a presiunii de vapori a unei substanțe într-o soluție comparativ cu presiunea substanței pure
- Creșterea punctului de fierbere (ebuliție), în ebulioscopie
- Scăderea punctului de îngheț (congelare, topire), în crioscopie
- Presiunea osmotică

## Aplicații
Proprietățile coligative au diverse aplicații practice; printre acestea se numără anticongelanții, folosiți pentru scăderea punctului de îngheț. Presiunea osmotică are aplicații în industria alimentară, purificarea apei și în medicină.